# Anomodon grandiretis
Anomodon grandiretis là một loài rêu trong họ Thuidiaceae. Loài này được Broth. mô tả khoa học đầu tiên năm 1924.